# Nationalpark Rapa Nui
Der Nationalpark Rapa Nui, spanisch Parque nacional Rapa Nui, ist ein Schutzgebiet auf der Osterinsel, die zu Chile gehört. Es wurde 1995 als Weltkulturerbe ausgewiesen und ist rund 71 km² groß.
Der Park sollte den Raubbau an der Natur, insbesondere durch Abholzung der Wälder, eindämmen. Unter anderem galt der Toromiro-Baum, auf dessen Stämmen vermutlich die bekannten Moai-Statuen transportiert wurden, als ausgestorben.
Der Nationalpark wurde am 16. Januar 1935 von der chilenischen Regierung durch Dekret Nr. 103 (Ministerio de Tierras y Colonización) errichtet und im gleichen Jahr am 23. Juli durch Dekret Nr. 4536 zum Nationalmonument erklärt. Die Fläche wurde in den folgenden Jahrzehnten mehrfach geringfügig geändert. Durch Dekret Nr. 147 des Ministerio de Agricultura wurde der Nationalpark der Verwaltung durch die Corporación Nacional Forestal (CONAF) unterstellt. 2014 verzeichnete der Park über 65.000 Besucher.